# Bobby Pearce
Bobby Pearce, celým jménem Henry Robert Pearce (30. září 1905 Sydney – 20. května 1976 Toronto) byl australský a později kanadský veslař.

## Životopis
Narodil se v početné rodině se sportovní tradicí na sydneyském předměstí Double Bay, vyučil se tesařem a roku 1923 nastoupil do armády, kde se úspěšně věnoval boxu. V roce 1926 se stal členem veslařského týmu Sydney Rowing Club, o rok později vyhrál australské mistrovství skifařů a byl nominován na Letní olympijské hry 1928, kde byl vlajkonošem australské výpravy a získal zlatou medaili na skifu. Do olympijské historie se zapsal i tím, že čtvrtfinálovou jízdu vyhrál navzdory tomu, že během závodu přestal na chvíli veslovat, aby neohrozil kachnu s kachňaty křižující jeho dráhu. Ve stejném roce vyhrál regatu ve Filadelfii a přihlásil se také na henleyskou regatu, ale tam byl odmítnut, protože manuálně pracující se závodu až do roku 1937 nesměli účastnit.
V roce 1930 vyhrál Pearce Hry britského impéria v Hamiltonu. V Kanadě po závodě zůstal natrvalo, protože tam dostal práci jako obchodní zástupce firmy prodávající whisky. V roce 1931 byl už na start v Henley připuštěn a závod skifařů vyhrál. Na olympiádě 1932 obhájil titul, poté začal veslovat profesionálně a v letech 1933, 1934 a 1938 se stal už jako reprezentant Kanady profesionálním mistrem světa, v roce 1938 obdržel Lou Marsh Trophy pro kanadského sportovce roku. Věnoval se také wrestlingu, za druhé světové války sloužil jako dobrovolník u kanadského královského námořnictva.
Jeho synovec Gary Pearce získal na LOH 1968 stříbrnou medaili jako člen posádky australské osmy.